# St. Mary's (Colorado)
St. Mary's és una concentració de població designada pel cens dels Estats Units a l'estat de Colorado. Segons el cens del 2000 tenia 251 habitants.

## Demografia
Segons el cens del 2000, St. Mary's tenia 251 habitants, 110 habitatges, i 61 famílies. La densitat de població era de 31,7 habitants per km².
Dels 110 habitatges en un 30,9% hi vivien nens de menys de 18 anys, en un 47,3% hi vivien parelles casades, en un 1,8% dones solteres, i en un 44,5% no eren unitats familiars. En el 31,8% dels habitatges hi vivien persones soles el 31,8% de les quals corresponia a persones de 65 anys o més que vivien soles. El nombre mitjà de persones vivint en cada habitatge era de 2,28 i el nombre mitjà de persones que vivien en cada família era de 3,02.
Per edats la població es repartia de la següent manera: un 26,7% tenia menys de 18 anys, un 7,2% entre 18 i 24, un 39,8% entre 25 i 44, un 25,9% de 45 a 60 i un 0,4% 65 anys o més.
L'edat mediana era de 32 anys. Per cada 100 dones de 18 o més anys hi havia 135,9 homes.
La renda mediana per habitatge era de 46.719 $ i la renda mediana per família de 48.750 $. Els homes tenien una renda mediana de 38.304 $ mentre que les dones 31.071 $. La renda per capita de la població era de 22.156 $. Cap de les famílies estaven per davall del llindar de pobresa.

## Poblacions més properes
El següent diagrama mostra les poblacions més properes.